# 洞喜縣 (交阯)
洞喜縣，是明代交阯承宣布政使司太原府下轄的一個縣，治所約在今越南太原省同喜縣。其境內有隴山，四面峭壁，中有村墟。其縣又有丘溫山，出鐵；軒山，出黑鉛；又有龍泉岩，寬廣三百餘丈，內有釋伽佛殿及諸石佛像，東有一穴，浮泉噴薄成池，有遊魚不可指數，人有秉燭而遊者，誠意則任意盤桓，不然風起火滅，不知歸路，其泉由地中行約二里許通於麗水江。

## 沿革
- 永樂五年（1407年）六月癸未置，屬太原直隸州領[6][7]。
- 永樂六年冬十月己卯，陞交阯太原州為太原府[8][9][10][11][12]。
- 永樂十四年五月丙午，設交阯洞喜縣儒學[13]。
- 永樂十七年三月癸亥，設洞喜縣陰陽學、醫學、道會司[14]。
- 永樂十七年九月丙辰，廢太原府洞喜縣入富良縣[15]。